# Siegfried Haß
Siegfried Haß (7 de junho de 1898 - 14 de dezembro de 1987) foi um oficial alemão que serviu no Deutsches Heer durante a Segunda Guerra Mundial. Foi condecorado com a Cruz de Cavaleiro da Cruz de Ferro.

## Condecorações
| Cruz de Ferro (1914) 2ª Classe            |                         |
| Distintivo de Feridos (1914) em Preto     |                         |
| Cruz de Honra da Guerra Mundial 1914/1918 |                         |
| Cruz de Ferro (1939) 2ª Classe            |                         |
| Cruz de Ferro (1939) 1ª Classe            |                         |
| Cruz Germânica em Ouro                    | 12 de setembro de 1942  |
| Cruz de Cavaleiro da Cruz de Ferro        | 18 de fevereiro de 1945 |